# Rhytidiadelphus subpinnatus
Rhytidiadelphus subpinnatus ist ein pleurokarpes Laubmoos aus der Familie Hylocomiaceae. Deutsche Namen sind Gefiederter Runzelbruder oder Gefiedertes Kranzmoos.

## Merkmale
Die Art bildet lockere Rasen. Die kräftigen Pflanzen werden bis 15 cm lang. Die orangen bis rotbraunen Stämmchen sind durch die lockere Beblätterung gut sichtbar. Sie sind gewöhnlich fast regelmäßig gefiedert. Die bogigen und gegen die Spitzen dünner werdenden Äste sind bis etwa 2 Zentimeter lang. Die Stämmchenblätter sind bis über 3 Millimeter lang, wenig oder etwas längsfaltig und aus herzförmiger bis breit eiförmiger Basis plötzlich in die zurückgebogene Blattspitze verschmälert. Die Blattränder sind oben gezähnelt, die doppelte Blattrippe erreicht etwa ein Drittel der Blattlänge. Astblätter sind kleiner, wenig zurückgekrümmt, eiförmig-lanzettlich und allmählich zugespitzt oder rasch verschmälert. Die Blattzellen sind linealisch, die deutlich verschiedenen Blattflügelzellen sind kürzer und breiter. 
Sporophyten sind selten, Sporenreifezeit ist im Winter.

## Systematik
Das Moos wurde früher als Varietät von Rhytidiadelphus squarrosus angesehen (subsp. calvescens oder var. calvescens). Heute wird es von den Bryologen überwiegend als eigenständige Art anerkannt.

## Standortansprüche
Geeignete Wuchsorte sind meist schattige, schwach bis mäßig saure und mäßig nährstoffreiche, frische bis feuchte oder quellige Stellen in Moorwäldern und Auen, in Nadel- oder Mischwäldern, in Hochstaudenfluren und subalpinen Zwergstrauchheiden. Im Gegensatz zu Rhytidiadelphus squarrosus werden aber fast nur natürliche bis weitgehend naturnahe Standorte besiedelt.

## Verbreitung
Rhytidiadelphus subpinnatus ist auf der Nordhalbkugel verbreitet. Vorkommen werden angegeben von West-, Mittel-, Nord- und Osteuropa, den Azoren, der Türkei, vom Kaukasus, von Nordost- und Ostasien und von Nordamerika.
Die Vorkommen in Deutschland, Österreich und der Schweiz sind wegen mangelnder Unterscheidung von Rhytidiadelphus squarrosus nur unzureichend bekannt. Hauptverbreitung ist in den höheren Lagen der Mittelgebirge und in den Alpen, hier scheint die Art nicht selten zu sein; im Hügelland sind vereinzelte Vorkommen bekannt.